# Xoán Ignacio Taibo
Xoán Ignacio Taibo Arias, más conocido como Nacho Taibo, es un sociólogo y escritor español en lengua gallega, nacido en Madrid el 31 de marzo de 1949. Es hermano del también escritor Carlos Taibo.
Hijo de emigrantes, tomó contacto en la capital de España con la cultura gallega a través de las obras de Álvaro Cunqueiro y el trato cercano con otros autores gallegos residentes por entonces en Madrid, como el miembro del Grupo Nós Ben-Cho-Sei, Celso Emilio Ferreiro o Daniel Cortezón.

Publicó su primera obra en 1975, Os inmortais, una recopilación de tres relatos. En 1976 se estableció en Galicia donde ejerció como profesor de lengua y literatura gallega en varios institutos de secundaria hasta su jubilación en el año 2014.

En 1978 publicó la novela  Homes de ningures ('Hombres de ningún lugar'), con la que ganaría el Premio de la Crítica de narrativa gallega de ese año.

En 1981 publicó A semancia y Calendario de brétemas mañanceiras na miña praia atlántica ('Calendario de brumas matinales en mi playa atlántica'), donde recopila catorce relatos breves. Varios de sus relatos resultaron ganadores de los premios Modesto R. Figueiredo como A enquisa ('La encuesta') en 1976 y Pacífico Sul ('Pacífico Sur') en 1979.

En el año 2016 publicó la novela Os tres de nunca, una obra que toma como inspiración lejana a Os dous de sempre de Castelao.